# Station Łasin Koszaliński
Station Łasin Koszaliński was een spoorweghalte in de Poolse plaats Łasin Koszaliński.